# Klingsiepen
Klingsiepen ist eine Ortschaft in der Gemeinde Wipperfürth im Oberbergischen Kreis im Regierungsbezirk Köln in Nordrhein-Westfalen (Deutschland).

## Lage und Beschreibung
Der Ort liegt im Südwesten der Stadt Wipperfürth nahe der Bundesstraße 506, die im Mittelalter ein bedeutender Heerweg zwischen Köln und Soest war. Im Osten der Ortschaft fließen die Bäche Weinbach und Oberweinbach vorbei. Nachbarorte sind Kluse, Peddenpohl, Wildblech, Weinbach, Erlen und Holte.
In Klingsiepen befinden sich zwei der Wipperfürther Gewerbegebiete. „Klingsiepen Nord“, unmittelbar um den Ort Klingsiepen herum gelegen und „Klingsiepen Süd“, welches sich von Klingsiepen in Richtung Weinbach erstreckt.
Politisch wird Klingsiepen durch den Direktkandidaten des Wahlbezirks 7.1 (071) südwestliches Stadtgebiet im Rat der Stadt Wipperfürth vertreten.

## Geschichte
Die Karte Topographia Ducatus Montani aus dem Jahre 1715 zeigt drei Höfe und bezeichnet diese mit „Klingsiepen“. Die Topographische Aufnahme der Rheinlande von 1825 verzeichnet auf umgrenztem Hofraum in Klingsiepen vier getrennt voneinander liegende Grundrisse.
Ein Hofkreuz aus Sandstein, errichtet im Jahre 1907, steht im Ortsbereich.

## Busverbindungen
Über die im Ort befindliche Haltestelle der Linie 427 (VRS/OVAG) ist Klingsiepen an den öffentlichen Personennahverkehr angebunden.